# Macrotes cordovaria
Macrotes cordovaria là một loài bướm đêm trong họ Geometridae.